# 주학초등학교
주학초등학교는 대한민국 부산광역시 사상구 주례동에 있는 공립 초등학교이다.

## 학교 연혁
- 2025.03.04 7(1)학급 편성, 1학년 신입생 5명 입학
- 2025.02.11	제41회 졸업식(남 6명, 여 5명, 총11명, 전체 4,347명)
- 2024.03.04	7(1)학급 편성, 1학년 신입생 9명 입학
- 2024.03.01	제17대 이명금 교장 취임
- 2024.02.08	제41회 졸업식(남 5명, 여 7명, 총12명, 전체 4,341명)
- 2019.10.18	주학가족 한마당 체육대회
- 2019.08.21	학교공사(외부창호 안전난간대 및 방충망 설치)
- 2019.06.04	지역돌봄센터 협약식(주례, 문화)
- 2018.09.08	국악예술인부 사상 청소년 예술제 참가(사상구청)
- 2018.06.01	무궁화길 조성(무궁화 8그루)
- 2018.03.06	2018년 어린이 무형 문화재 교실(부산고분도리걸립)선정
- 2018.03.02	학교 외벽 및 복도 도색
- 2017.12.08	동편 현관 앞 캐노피 설치
- 2017.09.01	복도 환경 개선
- 2017.04.17	화장실 현대화 , 장애인용 엘리베이터, 덤웨이터 공사 완료
- 2017.01.04	학교진입로 포장 및 교문 정비공사, 운동장 우천 보도 설치
- 2016.08.29	교실 냉난방 설비 교체
- 2016.01.15	놀이기구 및 체육기구 위치 이동
- 2015.10.25	여자, 남자 화장실 출입문 설치
- 2015.10.15	중앙현관 정원 조성
- 1996년 3월 1일 현재 교명으로 개칭
- 1983년 5월 9일 주학국민학교(23학급) 개교(설립인가 3월 1일)

## 참고 자료
- 주학초등학교 - 한국교육학술정보원 학교알리미